# Compost heterocíclic
Un compost heterocíclic és un compost orgànic que conté una cadena de carbonis formant un anell en la qual hi ha almenys un àtom diferent del carboni formant part del cicle. Els àtoms diferents de carboni presents al cicle es denominen heteroàtoms, els més habituals són oxigen, nitrogen o sofre.
En la seva estructura general, els composts heterocíclics s'assemblen als composts orgànics cíclics que incorporen només àtoms de carboni als anells. Per exemple, el ciclopropà (amb un anell de tres àtoms de carboni) o el benzè (amb un anell de sis àtoms de carboni). Però la presència dels heteroàtoms dona als composts heterocíclics propietats físiques i químiques que sovint són força diferents de les dels seus anàlegs d'anells de carboni.
Els composts heterocíclics representen al voltant del 50 % de tots els composts orgànics coneguts i inclouen molts dels composts bioquímics essencials per a la vida. Per exemple, els àcids nucleics, les substàncies químiques que porten la informació genètica que controla l'herència, consisteixen en llargues cadenes d'unitats heterocícliques unides per altres tipus de materials. Molts pigments, vitamines i antibiòtics naturals són composts heterocíclics, com la majoria dels al·lucinògens. La societat moderna depèn dels composts heterocíclics sintètics per utilitzar-los com a fàrmacs, pesticides, colorants i plàstics. Gairebé el 90 % dels fàrmacs són composts heterocíclics.

## Història

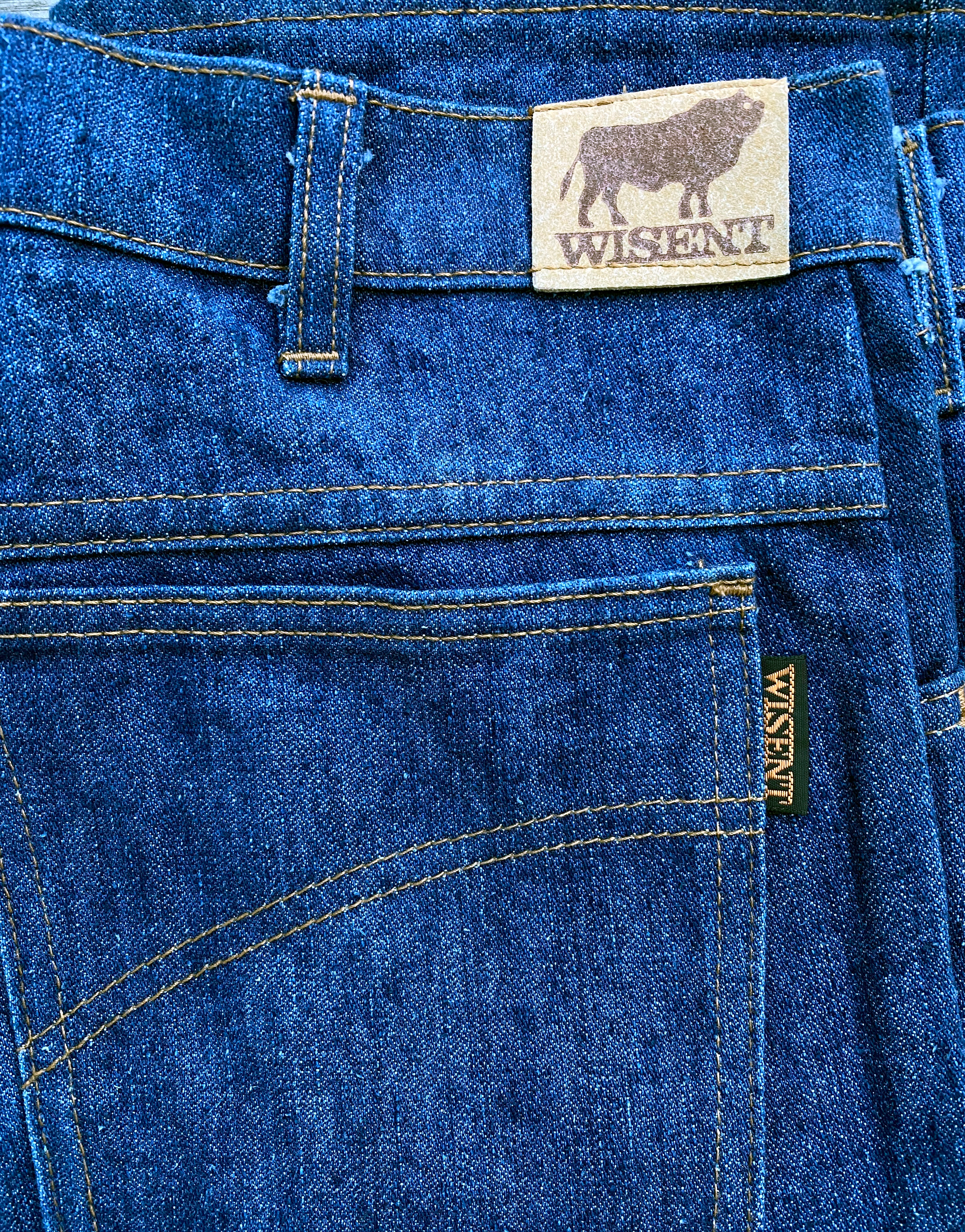
Texans acolorits amb indi.

La química dels composts heterocíclics començà amb tres descobriments fonamentals. El primer és l'aïllament de diversos derivats del furan a partir de plantes el 1780 per part del químic suec Carl Wilhelm Scheele (1742–1786), que obtingué àcid furoic en la destil·lació en sec de l'àcid múcic. El segon fou el 1834 quan el químic alemany Friedlieb Ferdinand Runge (1795–1867) observà la presència d'un compost que provocava la coloració vermella d'una estella de fusta humitejada amb àcid mineral, en una fracció aconseguida per destil·lació de quitrà d'hulla. Anomenà la substància pirrole. El tercer s'inicià el 1826 amb el químic alemany Otto Unverborden (1806–1873). Unverborden, mentre investigava l'oli fètid obtingut en la destil·lació destructiva dels ossos, descobrí diversos alcaloides volàtils. Entre aquests n'hi havia un que es distingia per la seva olor aclaparadora i persistent; a aquesta substància li donà el nom d'«odorina». El 1846, el químic escocès Thomas Anderson (1819–1874) aconseguí aïllar una base de la nafta de carbó, que suposà que era isomèrica amb l'anilina. També mostrà les seves relacions amb l'«odorina» d'Unverdorben, i li donà el nom de picol·lina.
Ja en el segle xx, el 1906 el químic alemany Paul Friedländer (1857–1923) sintetitzà el colorant indi, permetent que la química sintètica desplacés a la indústria agrícola. El 1936 el químic alemany Alfred E. Treibs (1899–1983) aïllà derivats de la clorofil·la del cru de petroli, explicant l'origen biològic del petroli. El 1951 el bioquímic austríac Erwin Chargaff (1905–2002) publicà les regles de Chargaff, destacant el paper dels compostos heterocíclics (purines i pirimidines) en el codi genètic.

Piridina
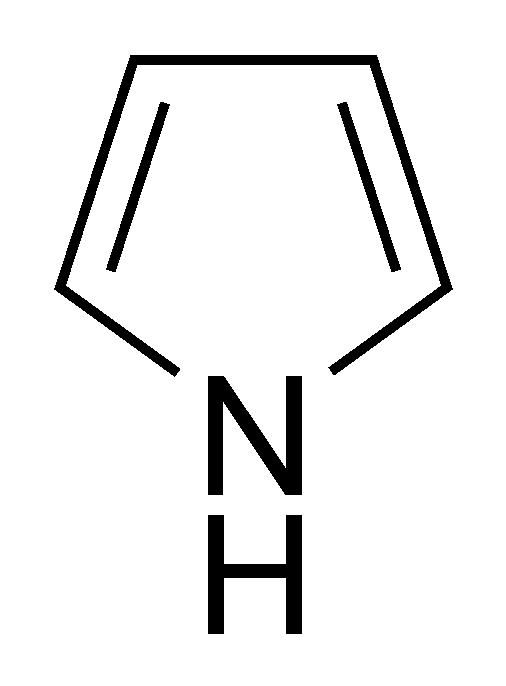
Pirrole
Furan
Tiofè

## Estat natural
Els composts heterocíclics més comuns són els que tenen anells de cinc o sis membres i contenen heteroàtoms de nitrogen, oxigen o sofre. Els simples més coneguts són la piridina, el pirrole, el furan i el tiofè. Una molècula de piridina conté un anell de sis àtoms: cinc de carboni i un de nitrogen. Les molècules de pirrole, furan i tiofè contenen anells de cinc membres, composts per quatre de carboni i un de nitrogen, oxigen o sofre, respectivament.
Les estructures heterocícliques es troben en molts productes naturals. La camptotecina és un alcaloide de quinolina que inhibeix l'enzim ADN topoisomerasa I. La reserpina és un alcaloide indole, que s'ha utilitzat per al control de la pressió arterial alta i el tractament del comportament psicòtic. L'ajmalina i l'estricnina també són alcaloides indole, el primer és un agent antiarrítmic i el segon un pesticida extremadament tòxic. Les neurotoxines saxitoxina i tetradotoxina tenen orígens marins i es caracteritzen per fragments de guanidiniun. L'aflatoxina B1 és un compost cancerigen no nitrogenat produït pel fong Aspergillus. La porfirina és un tetrapirrole cíclic important que és l'estructura central de l'hemo i la clorofil·la.

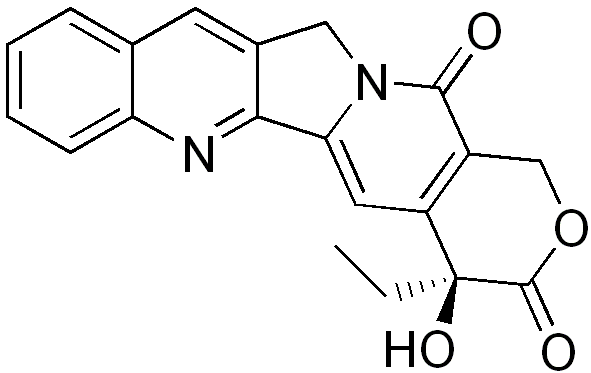
Camptotecina.
Ajmalina.
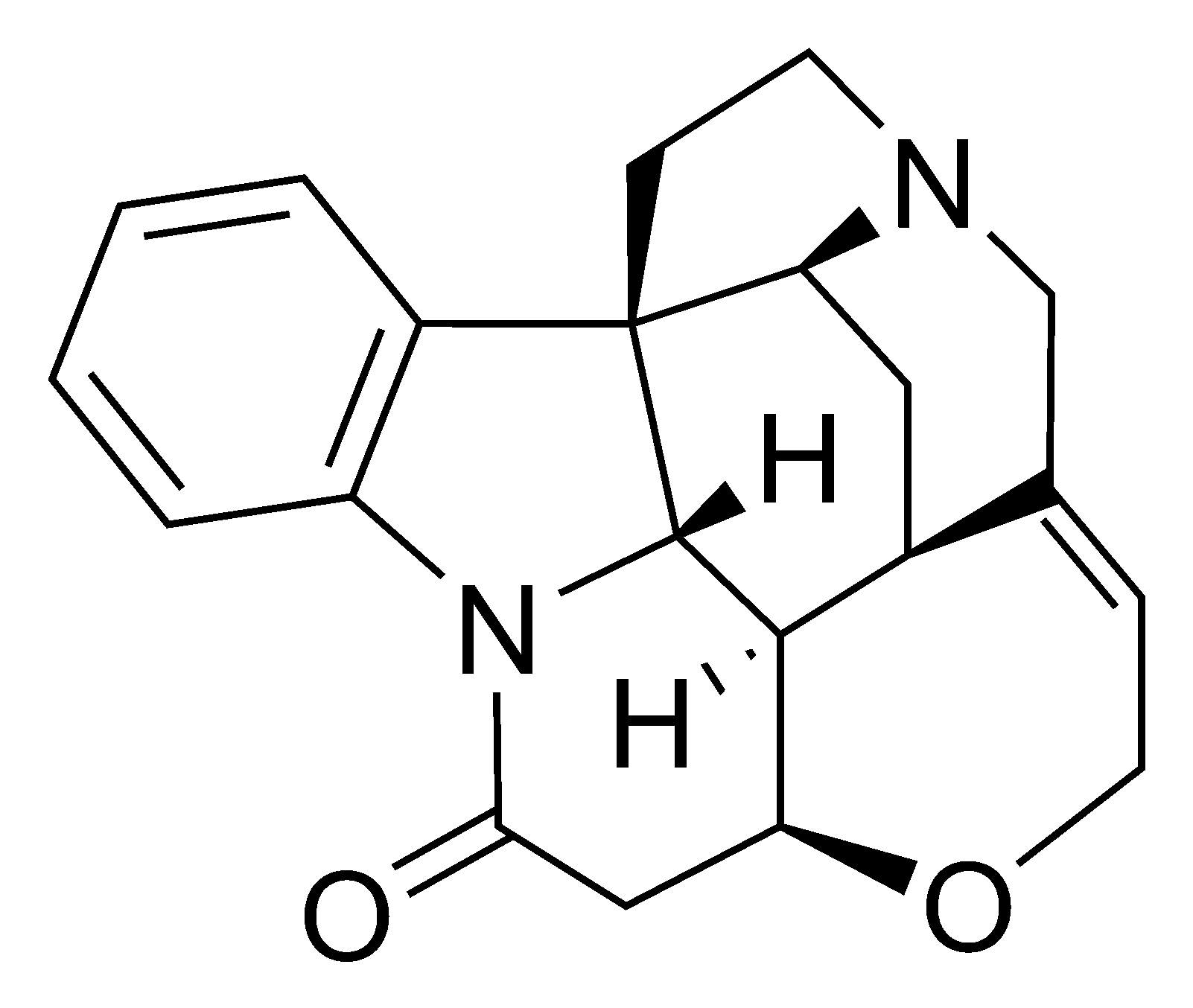
Estricnina.
Tetradotoxina.
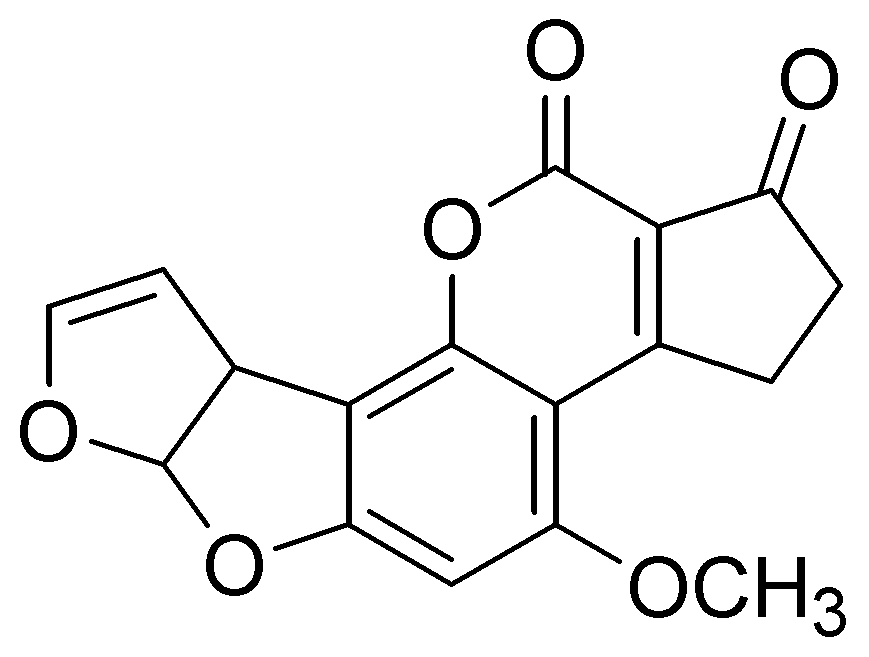
Aflatoxin B1
Porfirina.

Els derivats de la purina d'anell fusionat simple, constitueixen una família de productes naturals especialment rellevant i abundant. L'adenina i la guanina són dues de les bases nitrogenades que són components essencials de l'ADN. La xantina i l'àcid úric són productes de l'oxidació metabòlica de les purines. L'àcid úric normalment s'excreta per l'orina; un excés d'acumulació sèrica d'àcid úric pot provocar una condició artrítica coneguda com a gota.

Purina.
Adenina.
Guanina.
Xantina.
Àcid úric.

La cafeïna és un alcaloide amarg i cristal·lí. Es troba en quantitats variables, juntament amb alcaloides addicionals com els estimulants cardíacs teofil·lina i teobromina a les mongetes, fulles i fruits de certes plantes. Les begudes que contenen cafeïna, com el cafè, el te i alguns refrescs, són sens dubte les begudes més consumides del món. La cafeïna és un estimulant del sistema nerviós central, que serveix per evitar la somnolència i restaurar l'alerta. La paraxanteïna és el principal metabòlit de la cafeïna al cos. Els heterocíclics de sofre es troben a la natura, però en menor grau que els seus anàlegs de nitrogen i oxigen. Dos membres del complex de vitamina B, la biotina i la tiamina, incorporen aquests fragments heterocíclics. El tertienil és un trímer de tiofè interessant que es troba a les arrels de les calèndules, on proporciona activitat nematicida. Els estudis han demostrat que la irradiació UV del tertienil produeix una fototoxicitat general per a molts organismes. Els polímers que incorporen unitats de tiofè i sistemes fusionats com el ditienotiofè tenen propietats electromagnètiques interessants i són prometedors com a conductors orgànics semblants a metalls i materials fotovoltaics. El complex de transferència de càrrega format per tetratiofulvalè i tetracianoquinodimetà té una de les conductivitats elèctriques més altes que s'han determinat per a un sòlid orgànic.

Cafeïna.
Biotina.
Tiamina.
Tetratiofulvalè.

## Nomenclatura

### Composts monocíclics
La IUPAC utilitza per anomenar els composts heterocíclics el sistema de Hantzsch-Widman. Els composts monocíclics que contenen un o més heteroàtoms en un anell de tres a deu àtoms s'anomenen combinant un prefix que indica el tipus d'heteroàtom (eliminant la "a" si cal) amb una terminació que assenyala el nombre de membres de l'anell, si conté nitrogen i si és saturat o insaturat.
| Heteroàtom | Oxigen | Sofre | Seleni | Tel·luri | Nitrogen | Fòsfor | Arsènic | Antimoni |
| ---------- | ------ | ----- | ------ | -------- | -------- | ------ | ------- | -------- |
| Prefix     | Oxa    | Tia   | Selena | Tel·lura | Aza      | Fosfa  | Arsa    | Estiba   |

Quan «fosfa–», «arsa–» i «estiba–» van seguits immediatament per «–in» o «–ina», cal reemplaçar-los per «fosfor–», «arsen–» i «antimon–». A més amés, els anells saturats de sis membres corresponents al fosforín i l'arsenín i el borín s'anomenen fosforinà, arsenà i borinà.
| Nombre de membres de l'anell         | Nombre de membres de l'anell | 3        | 4        | 5        | 6    | 7      | 8      | 9      | 10     |
| ------------------------------------ | ---------------------------- | -------- | -------- | -------- | ---- | ------ | ------ | ------ | ------ |
| Terminacions d'anells amb nitrogen   | Insaturats                   | -irina   | -ete     | -ole     | -ina | -epina | -ocina | -onina | -ecina |
| Terminacions d'anells amb nitrogen   | Saturats                     | -iridina | -etidina | -olidina |      |        |        |        |        |
| Terminacions d'anells sense nitrogen | Insaturats                   | -irè     | -ete     | -ole     | -in  | -epín  | -ocín  | -onín  | -ecín  |
| Terminacions d'anells sense nitrogen | Saturats                     | -irà     | -età     | -olà     | -à   | -epà   | -ocà   | -onà   | -ecà   |

Els composts heterocíclics amb nitrogen saturats que no tenen terminació s'anomenen amb el prefix «perhidro» davant del nom del compost insaturat corresponent. Els anells amb insaturació menor que la corresponents al màxim nombre de dobles enllaços no acumulats s'anomenen emprant els prefixos «dihidro–»,«tetrahidro–», etc. En el cas d'anells de quatre i cinc àtoms, s'empra una terminació especial per a les estructures que contenen un sol enllaç doble, sempre que pugui existir més d'un enllaç doble no acumulat. Als anells de quatre àtoms s'empren les terminacions «–etina» i «–etè» si contenen nitrogen i si no en contenen, respectivament. Pels anells de cinc són «–olina» i «–olè».
|                    | Heterocíclics saturats | Heterocíclics saturats | Heterocíclics saturats | Heterocíclics completament insaturats | Heterocíclics completament insaturats | Heterocíclics completament insaturats | Heterocíclics completament insaturats |
| Heteroàtom         | Nitrogen               | Oxigen                 | Sofre                  | Nitrogen                              | Oxigen                                | Sofre                                 |                                       |
| Cicles de 3 àtoms  | Cicles de 3 àtoms      | Cicles de 3 àtoms      | Cicles de 3 àtoms      | Cicles de 3 àtoms                     | Cicles de 3 àtoms                     | Cicles de 3 àtoms                     |                                       |
| ------------------ | ---------------------- | ---------------------- | ---------------------- | ------------------------------------- | ------------------------------------- | ------------------------------------- | ------------------------------------- |
| Nom IUPAC          | Aziridina              | Oxirà                  | Tirà                   | Azirina                               | Oxirè                                 | Tirè                                  |                                       |
| Nom comú           | Etilenimina            | Òxid d'etilè           | Sulfur d'etilè         | -                                     | Òxid d'acetilè                        | Sulfur d'acetilè                      |                                       |
| Estructura         |                        |                        |                        |                                       |                                       |                                       |                                       |
| Cicles de 4 àtoms  |                        |                        |                        |                                       |                                       |                                       |                                       |
| Nom IUPAC          | Azetidina              | Oxetà                  | Tietà                  | Azete                                 | Oxoniaciclobut-1,3-diè                | Tioniaciclobut-1,3-diè                |                                       |
| Estructura         |                        |                        |                        |                                       |                                       |                                       |                                       |
| Cicles de 5 àtoms  |                        |                        |                        |                                       |                                       |                                       |                                       |
| Nom IUPAC          | Azolidina              | Oxolà                  | Tiolà                  | Azole                                 | Oxole                                 | Tiole                                 |                                       |
| Nom comú           | Pirrolidina            | Tetrahidrofuran        | Tetrahidrotiofè        | Pirrole                               | Furan                                 | Tiofè                                 |                                       |
| Estructura         |                        |                        |                        |                                       |                                       |                                       |                                       |
| Cicles de 6 àtoms  |                        |                        |                        |                                       |                                       |                                       |                                       |
| Nom IUPAC          | Perhidroazina          | Oxan                   | Tian                   | Azina                                 | Oxin                                  | Tiin                                  |                                       |
| Nom comú           | Piperidina             | Tetrahidropiran        | Tetrahidrotiopiran     | Piridina                              | Piran                                 | Tiopiran                              |                                       |
| Estructura         |                        |                        |                        |                                       |                                       |                                       |                                       |
| Cicles de 7 àtoms  |                        |                        |                        |                                       |                                       |                                       |                                       |
| Nom IUPAC          | Perhidroazepina        | Oxepà                  | Tiepà                  | Azepina                               | Oxepín                                | Tiepín                                |                                       |
| Estructura         |                        |                        |                        |                                       |                                       |                                       |                                       |
| Cicles de 8 àtoms  |                        |                        |                        |                                       |                                       |                                       |                                       |
| Nom IUPAC          | Perhidroazocina        | Oxocà                  | Tiocà                  | Azocina                               | Oxoniaciclooct-1,3,5,7-tretraè        | Tioniaciclooct-1,3,5,7-tretraè        |                                       |
| Estructura         |                        |                        |                        |                                       |                                       |                                       |                                       |
| Cicles de 9 àtoms  |                        |                        |                        |                                       |                                       |                                       |                                       |
| Nom IUPAC          | Perhidroazonina        | Oxonà                  | Tionà                  | Azonina                               | Oxonín                                | Tionín                                |                                       |
| Estructura         |                        |                        |                        |                                       |                                       |                                       |                                       |
| Cicles de 10 àtoms |                        |                        |                        |                                       |                                       |                                       |                                       |
| Nom IUPAC          | Perhidroazecina        | Oxecà                  | Tiecà                  | Azecina                               | Oxoniaciclodec-1,3,5,7,9-pentaè       | Tioniaciclodec-1,3,5,7,9-pentaè       |                                       |
| Estructura         |                        |                        |                        |                                       |                                       |                                       |                                       |

### Compostos policíclics
Els heterocicles policíclics sorgeixen quan un o més compostos progenitors es combinen amb un o més carbocicles. La combinació es pot fer de diverses maneres: com a compost fusionat (els anells comparteixen un enllaç) o com a compost espiro (els anells comparteixen 1 àtom de carboni). Un exemple és l'indole: aquesta estructura es pot entendre com un anell de benzè fusionat amb un anell de pirrole. La taula següent resumeix els enllaços de fusió entre un anell de benzè i anells heterocíclics de cinc i sis membres:
|            | Cicles de 5 i 6 àtoms | Cicles de 5 i 6 àtoms | Cicles de 5 i 6 àtoms | Cicles de 5 i 6 àtoms | Cicles de 5 i 6 àtoms | Cicles de 5 i 6 àtoms | Cicles de 6 àtoms | Cicles de 6 àtoms |
| Heteroàtom | Nitrogen              | Nitrogen              | Oxigen                | Oxigen                | Sofre                 | Sofre                 | Nitrogen          | Nitrogen          |
| ---------- | --------------------- | --------------------- | --------------------- | --------------------- | --------------------- | --------------------- | ----------------- | ----------------- |
| Nom IUPAC  | Indole                | Isoindole             | Benzofuran            | Isobenzofuran         | Benzotiofè            | Isobenzotiofè         | Quinolina         | Isoquinolina      |
| Estructura |                       |                       |                       |                       |                       |                       |                   |                   |

### Compostos amb dos heteroàtoms

1,3,5-Triazina.
1,3-Oxazolidina.
1,3-Tiazole.

A més dels compostos parentals i policíclics parentals, també hi ha un gran grup de compostos heterocíclics derivats en què es produeixen diversos heteroàtoms (del mateix o diferent tipus d'àtom) o en els quals només una part de l'anell està saturat. Aquests compostos també es poden fusionar a un anell de benzè. La multiplicitat d'un mateix heteroàtom s'indica mitjançant un prefix «di–», «tri–», etc., anteposat al prefix corresponent al nom de l'element. Per exemple 1,3,5-triazina. Si dos o més heteroàtoms són presents en un mateix anell, el seu ordre de citació és el que apareix a la taula de prefixos d'heteroàtoms. Per exemple 1,2-oxatiolà, 1,3-tiazole.
La taula següent enumera els compostos heterocíclics més simples amb dos àtoms de nitrogen (a excepció de la purina que és un compost de fusió entre imidazole i pirimidina i, per tant, conté quatre àtoms de nitrogen) amb els noms trivials o semitrivials acceptats per la IUPAC.
|            | Cicles de 5 àtoms | Cicles de 5 àtoms | Cicles de 5 àtoms | Cicles de 5 àtoms | Cicles de 5 àtoms | Cicles de 5 àtoms | Cicles de 6 àtoms | Cicles de 6 àtoms | Cicles de 6 àtoms |
| Heteroàtom | Nitrogen          | Nitrogen          | Nitrogen i oxigen | Nitrogen i oxigen | Nitrogen i sofre  | Nitrogen i sofre  | Nitrogen          | Nitrogen          | Nitrogen          |
| ---------- | ----------------- | ----------------- | ----------------- | ----------------- | ----------------- | ----------------- | ----------------- | ----------------- | ----------------- |
| Nom IUPAC  | Imidazole         | Pirazole          | Oxazole           | Isoxazole         | Tiazole           | Isotiazole        | Piridazina        | Pirimidina        | Pirazina          |
| Estructura |                   |                   |                   |                   |                   |                   |                   |                   |                   |

|            | Cicles de 5 i 6 àtoms | Cicles de 5 i 6 àtoms | Cicles de 5 i 6 àtoms | Cicles de 5 i 6 àtoms | Cicles de 5 i 6 àtoms | Cicles de 5 i 6 àtoms | Cicles de 5 i 6 àtoms | Cicles de 5 i 6 àtoms |
| Heteroàtom | Nitrogen              | Nitrogen              | Nitrogen              | Nitrogen i oxigen     | Nitrogen i oxigen     | Nitrogen i sofre      | Nitrogen i sofre      | Nitrogen i sofre      |
| ---------- | --------------------- | --------------------- | --------------------- | --------------------- | --------------------- | --------------------- | --------------------- | --------------------- |
| Nom IUPAC  | Indazole              | Benzimidazole         | Purina                | 1,3-Benzoxazole       | 1,2-Benzoxazole       | 1,3-Benzotiazole      | 1,2-Benzotiazole      | 2,1-Benzotiazole      |
| Estructura |                       |                       |                       |                       |                       |                       |                       |                       |
|            | Dos cicles de 6 àtoms |                       |                       |                       |                       |                       |                       |                       |
| Nom IUPAC  | Cinolina              | Quinazolina           | Quinoxalina           | 4H-1,4-benzoxazina    | 8H-1,3-benzoxazina    |                       |                       |                       |
| Estructura |                       |                       |                       |                       |                       |                       |                       |                       |

## Estructura

Pirrolidina
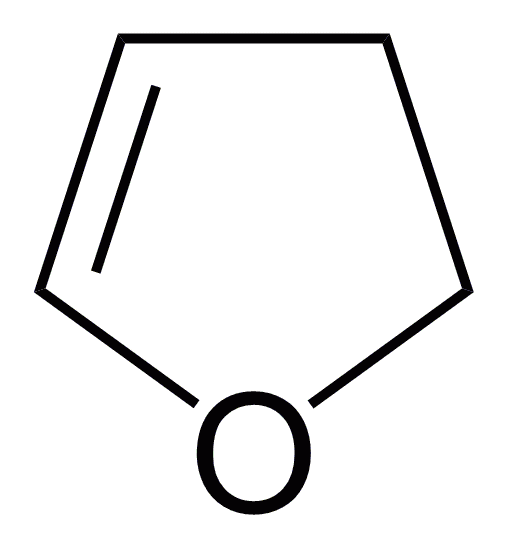
2,3-dihidrofurà
Piridina

Els composts heterocíclics, com els hidrocarburs, també es poden classificar en saturats, insaturats i aromàtics. Així, la pirrolidina és un compost heterocíclic saturat que no conté dobles enllaços; el 2,3-dihidrofurà és un compost heterocíclic insaturat; i la piridina és una substància heterocíclica aromàtica, o heteroaromàtica, típica. Aquesta classificació relaciona directament la química dels composts heterocíclics amb la dels derivats carbocíclics, que solen ser més coneguts.

### Aromaticitat
L'aromaticitat denota l'estabilització d'un compost cíclic mitjançant un sistema d'enllaços alternatius simples i dobles —anomenat sistema conjugat cíclic— en el qual generalment participen sis electrons π. Un àtom de nitrogen en un anell pot portar una càrrega positiva o negativa, o pot estar en forma neutra. Un àtom d'oxigen o sofre en un anell pot estar en forma neutra o portar una càrrega positiva. Normalment es fa una distinció fonamental entre:
1. Aquells heteroàtoms que participen en un sistema cíclic conjugat per mitjà d'un parell d'electrons no compartit, que es troben en un orbital perpendicular al pla de l'anell. Per exemple: {\displaystyle {\ce {-NR -}}} ({\displaystyle {\ce {R}}} un hidrogen o un grup alquil), {\displaystyle {\ce {-N- -}}}, {\displaystyle {\ce {-O -}}} i {\displaystyle {\ce {-S -}}} tendeixen a donar electrons al sistema d'electrons π,
2. Aquells heteroàtoms que estan connectats a un altre àtom mitjançant un doble enllaç. Per exemple: {\displaystyle {\ce {-N =}}},{\displaystyle {\ce {-N+R =}}}, {\displaystyle {\ce {-O+ =}}} i {\displaystyle {\ce {-S+ =}}} tendeixen a atraure els electrons π d'un doble enllaç.[9]

Pirrole.
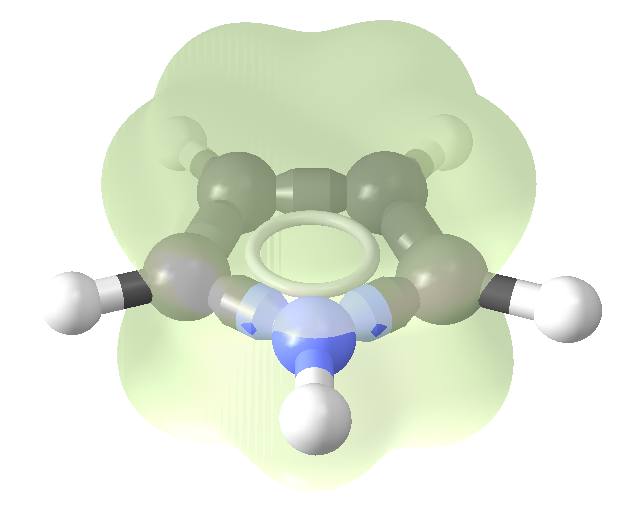
Sistema d'orbitals p del pirrole.
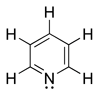
Piridina.
Sistema d'orbitals p de la piridina.

Un exemple d'àtom del primer tipus és el nitrogen del pirrole, que està unit per enllaços covalents simples a dos àtoms de carboni i a un àtom d'hidrogen. El nitrogen té cinc electrons de valència (configuració electrònica [He] 2s22p3), tres dels quals formen enllaços σ amb els carbonis i queda un parell d'electrons no compartit en un orbital p perpendicular al pla de l'anell que pot participar en la conjugació cíclica. El sextet aromàtic del pirrole està format per dos electrons de cadascun dels dos enllaços {\displaystyle {\ce {C=C}}} i els dos electrons que componen el parell d'electrons no compartit de l'àtom de nitrogen. Com a conseqüència, tendeix a haver-hi un flux net de densitat d'electrons des de l'àtom de nitrogen als àtoms de carboni a mesura que els electrons del nitrogen s'atrauen el sextet aromàtic. Alternativament, la molècula de pirrole es pot descriure com un híbrid de ressonància, és a dir, una molècula la veritable estructura de la qual només es pot aproximar mitjançant dues o més formes diferents, anomenades formes de ressonància.
Un exemple d'heteroàtom del segon tipus és l'àtom de nitrogen de la piridina, que està unit per tres enllaços σ a només dos àtoms de carboni. La piridina també té un sextet d'electrons π, però l'àtom de nitrogen només hi aporta un electró de l'enllaç π, com cada carboni. A diferència del pirrole el parell d'electrons no compartits de l'àtom de nitrogen no està implicat. A més, com que l'atracció del nitrogen pels electrons (la seva electronegativitat) és més gran que la del carboni, els electrons tendeixen a moure's cap a l'àtom de nitrogen en lloc d'allunyar-se d'ell, com en el pirrole.
En general, els heteroàtoms es poden denominar semblants al pirrole o semblants a la piridina, depenent de si pertanyen a la primera o a la segona classe descrita anteriorment.

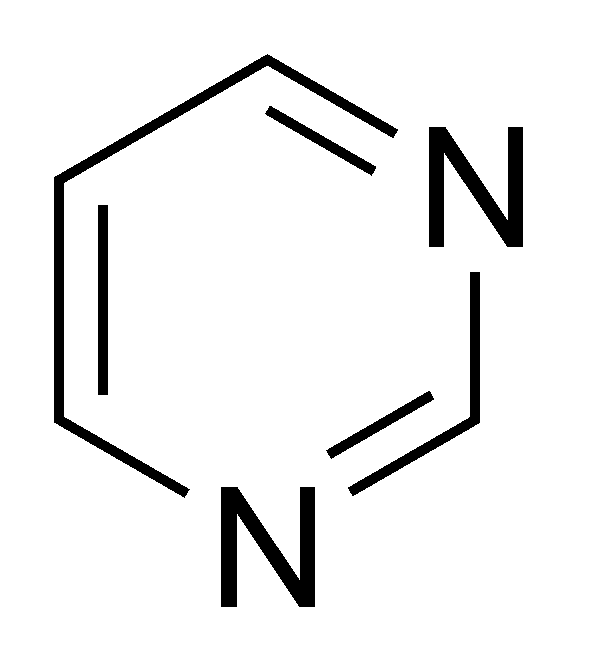
Pirimidina
1,2,4-triazina
1,2,4-oxadiazole.
Pentazole.

En els anells heteroaromàtics de sis membres, els heteroàtoms (normalment nitrogen) són semblants a la piridina, per exemple, els compostos pirimidina, que conté dos àtoms de nitrogen, i 1,2,4-triazina, que conté tres àtoms de nitrogen. Els compostos heteroaromàtics de sis membres normalment no poden contenir heteroàtoms semblants al pirrole.
Els anells heteroaromàtics de cinc membres, però, sempre contenen un àtom de nitrogen, oxigen o sofre semblant al pirrole, i també poden contenir fins a quatre heteroàtoms semblants a la piridina, com en els compostos tiofè (amb un àtom de sofre), 1,2,4-oxadiazole (amb un àtom d'oxigen i dos àtoms de nitrogen), i pentazole (amb cinc àtoms de nitrogen).
Diversos mètodes basats en criteris energètics, estructurals i magnètics s'han utilitzat àmpliament per mesurar l'aromaticitat dels compostos carbocíclics. Tots ells, però, són difícils d'aplicar quantitativament als sistemes heteroaromàtics a causa de les complicacions derivades de la presència d'heteroàtoms. La reactivitat química pot proporcionar una certa visió qualitativa de l'aromaticitat. La reactivitat d'un compost aromàtic es veu afectada per l'estabilitat addicional del sistema conjugat que conté; l'estabilitat addicional al seu torn determina la tendència del compost a reaccionar mitjançant la substitució d'hidrogen, és a dir, la substitució d'un àtom d'hidrogen enllaçat individualment per un altre àtom o grup enllaçat individualment, en lloc de l'addició d'un o més àtoms a la molècula mitjançant la ruptura d'un doble enllaç. En termes de reactivitat, per tant, el grau d'aromaticitat es mesura per la tendència relativa a la substitució en lloc de l'addició. Segons aquest criteri, la piridina és més aromàtica que el furà, però és difícil dir quant més aromàtica.

## Propietats

### Propietats físiques

Pirrolidina
Dietilamina
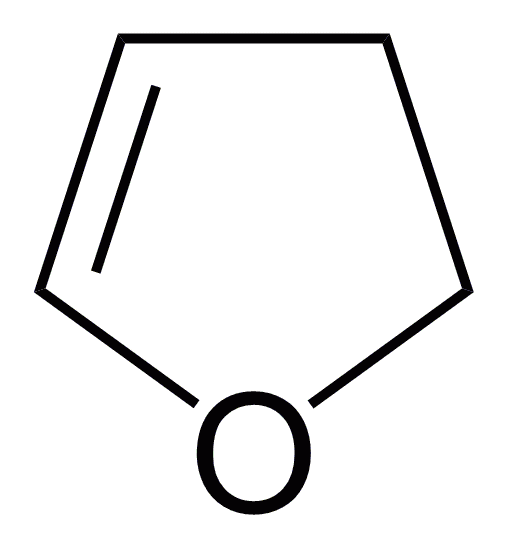
2,3-dihidrofurà
Etil vinil èter

En general, els mètodes sintètics i les propietats físiques i químiques dels compostos heterocíclics saturats i parcialment insaturats s'assemblen molt als dels seus anàlegs acíclics (no cíclics o de cadena oberta). Així, la pirrolidina es pot considerar com una amina secundària cíclica i té molt en comú amb l'amina acíclica corresponent, la dietilamina. De la mateixa manera, el 2,3-dihidrofurà reflecteix moltes de les propietats de l'èter insaturat corresponent, l'etil vinil èter.
La substitució d'una unitat de dos carbonis (dos àtoms de carboni i dos d'hidrogen, massa molecular igual a 26) per un sol àtom de sofre (massa atòmica 32) té poc efecte sobre el punt de fusió o ebullició. D'altra banda, la substitució d'una unitat de dos carbonis per un àtom d'oxigen (massa atòmica 16) redueix el punt d'ebullició uns 40 °C, cosa que és d'esperar a causa de la disminució de la massa molecular del compostos del furà. La introducció d'àtoms de nitrogen a l'anell de benzè va acompanyada de canvis menys regulars. La substitució d'una unitat de dos carbonis per un grup imino (NH) o d'un sol carboni per un àtom de nitrogen augmenta el punt d'ebullició. A més, fer aquests dos canvis simultàniament augmenta encara més el punt d'ebullició, probablement com a resultat de l'associació intermolecular per enllaç per pont d'hidrogen entre l'àtom de nitrogen semblant a la piridina i el grup imino.
Els efectes dels grups substituents en anells heteroaromàtics mostren una regularitat considerable. Els grups metil {\displaystyle {\ce {-CH3}}} i etil {\displaystyle {\ce {-C2H5}}} units als àtoms de carboni de l'anell solen augmentar el punt d'ebullició en uns 20–30 °C i 50–60 °C, respectivament, mentre que una unió similar a un àtom de nitrogen de l'anell (per exemple, pirrole → 1-metilpirrole) disminueix significativament el punt d'ebullició a causa de la disminució de la facilitat d'associació intermolecular per enllaç d'hidrogen (l'hidrogen actiu ha estat substituït per un grup alquil). Els àcids carboxílics heterocíclics i les amides són sòlids a temperatura ambient. Els àcids carboxílics dels composts heterocíclics que contenen un àtom de nitrogen de l'anell normalment es fonen a temperatures més altes que els que contenen àtoms d'oxigen o sofre de l'anell, a causa dels enllaços per pont d'hidrogen. Els composts que contenen tant un àtom de nitrogen de l'anell com un grup hidroxi {\displaystyle {\ce {-OH}}} o amino {\displaystyle {\ce {-NH2}}} solen ser sòlids de fusió relativament alta. Els compostos que contenen clor solen tenir punts d'ebullició similars als dels corresponents compostos substituïts amb etil.

### Propietats químiques
La reactivitat dels composts heterocíclics aromàtics és pròpia dels composts aromàtics. No obstant això, la presència de l'heteroàtom modifica aquesta reactivitat. Els compostos heterocíclics amb cinc i sis membres poden considerar-se millor com a benzens modificats. Hi ha dues maneres molt diferents en què el benzè pot ser modificat per la substitució d'un o més dels àtoms de carboni de l'anell per un heteroàtom. Com s'ha explicat hi ha dos tipus diferents d'heteroàtoms: (i) en cicles de sis membres, el nitrogen (i especialment {\displaystyle {\ce {NR+}}}, {\displaystyle {\ce {O+}}} o {\displaystyle {\ce {S+}}}) es comporta com un grup acceptor d'electrons, (ii) en cicles de cinc membres, el nitrogen, oxigen i sofre (i especialment {\displaystyle {\ce {N-}}}) són grups donadors d'electrons.
La quaternització del nitrogen de la piridina millora les propietats electró atraient del nitrogen de la mateixa manera que a les sals de pirili i tiopirili per la forta atracció d'electrons cap a {\displaystyle {\ce {O+}}} i {\displaystyle {\ce {S+}}}, respectivament. La introducció d'àtoms de nitrogen addicionals als heterocicles tant en piridina com en pirrole tendeix a disminuir la reactivitat davant d'electròfils i augmentar la reactivitat cap als nucleòfils.

#### Addició electròfila al nitrogen

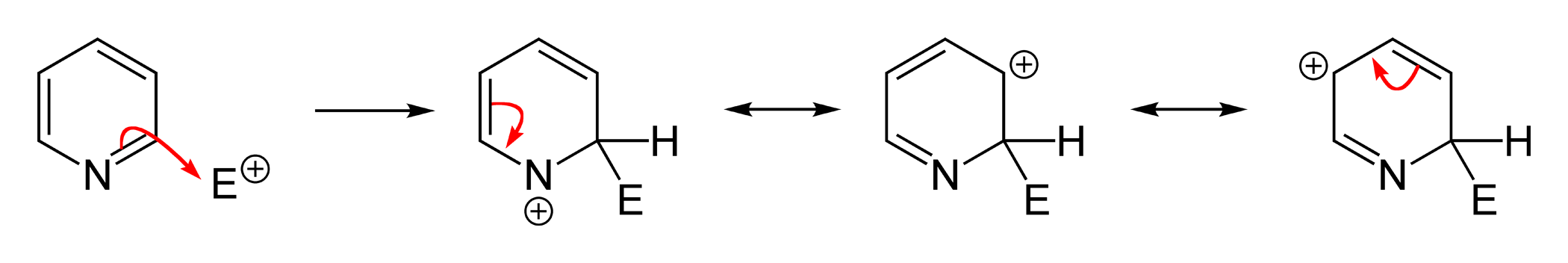
Addició a la piridina a la posició C-2

En aquells cicles que contenen nitrogen en forma d'azometè (C=N), són cicles amb caràcter bàsic i reaccionaran davant d'electròfils al nitrogen per addició. Enfront de protó, el pKa de la piridina està al voltant de 5, mentre que per a 1,2 i 1,3-azoles depèn del caràcter del segon heteroàtom: pirazole i imidazole, amb dos àtoms de nitrogen, presenten valors de 2,5 i 7,1 respectivament. Relacionat amb la basicitat hi ha la N-nucleofília amb grup azometè encara que està modulat per la presència de substituents en posicions contigües. La molècula 2,6-dimetilpiridina reacciona amb MeI amb una velocitat entre 12-40 vegades més lent que 2-metilpiridina. En el cas de 2,6-di-tert-butilpiridina no s'observa reacció fins i tot a altes pressions. Cal tenir en compte efectes estèrics però també electrònics: 3-metilpiridina reacciona més ràpid (1,6 vegades) que no pas piridina. D'altra banda, 3-cloropiridina reacciona davant de MeI més lent (0,14 vegades). Un altre factor que influeix és la presència d'altres nitrogens en el cicle: les diazines reaccionen amb MeI més lent que piridina, i la piridazina és la que reaccionen més ràpid de les azines tot i ser molt més bàsica (pKa = 2,3) que la piridina. Aquest augment de reactivitat s'associa a l'efecte α, a causa de la repulsió entre els parells d'electrons sense compartir els nitrogens. Les velocitats de reacció amb MeI per a pirazina, pirimidina i pirazina són 0,25, 0,044 i 0,036 relatiu a la piridina.

#### Substitució electròfila sobre carboni

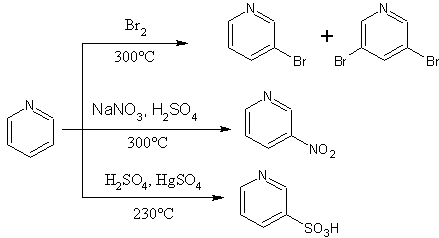

La substitució electròfila aromàtica SEAr ha significat tradicionalment la introducció d'un substituent en un cicle aromàtic, per això és una de les reaccions més característiques d'aquests cicles. Cal distingir inicialment aquells cicles que són bàsics dels que no ho són. En els primers la interacció de l'electròfil amb la funció bàsica (nitrogen bàsic) tindrà lloc molt més ràpid que la substitució sobre l'àtom de carboni, cosa que redueix la velocitat de la SEAr. Aquells cicles que contingui la funció C=N, la SEAr no és efectiva amb l'excepció dels cicles: a) amb substituents que l'activin, b) la presència d'un cicle fusionat on es doni la reacció, c) l'existència d'un altre heteroàtom al cicle que aporti a l'atac de l'electròfil. S'ha estimat que la velocitat de nitració de la piridina (com a base lliure) és 107 vegades menor que la de benzè, un valor similar a nitrobenzè. Alhora, la velocitat per al catió piridini és 105 vegades més lenta que per a la piridina.
Les quinolines i isoquinolines es nitren a l'anell bencènic a partir de l'heterocicle protonat ia través de l'intermedi dicatiónic. Això fa que la velocitat de nitració sigui 10¹⁰ vegades més que naftalè. Els substituents activants afavoreixen la SEAr; 4-piridona es nitra a la posició C-3 a través de l'intermedi catió piridini fenòlic.
Els substituents donadors a C-2 orienten C-3 i C-5, mentre substituents a C-3 orienten C-2 i C-5 però no C-4. Si es redueix la basicitat de la piridina, s'afavoreix la substitució electròfila en incrementar-se la quantitat de l'espècie neutra (més reactiva) present a l'equilibri; 2,6-dicloropiridina es nitra en posició C-3, com a base lliure, a una velocitat 103 vegades menor que 1,3-diclorobenzè. En general, piridines amb pKa > 1 es nitren com a cations en les posicions a o b depenent dels substituents. Piridines feblement bàsiques, pKa < –2,5, es nitren com a bases lliures i en les posicions α o β depenent dels substituents. La reacció de substitució electròfila no té lloc en piridines amb substituents atractors d'electrons o heterocicles amb altres nitrogens, com ara diazines, pel fet que estan fortament desactivades.
Els cicles de cinc membres π-excedents donen reaccions de SEAr en qualsevol posició del cicle però preferentment en posicions veïnes a l'heteroàtom. La velocitat de reacció depèn de l'electròfil; així la trifluoroacetilació presenta la següent relació de velocitat: 5 × 107 (pirrole): 1,5 × 102 (furan): 1 (tiofè); per a l'acetilació la relació entre furan i tiofè es redueix a 9,3. La relació de selectivitat entre les posicions α:β decreix en aquest ordre: furan > tiofè > pirrole.

#### Substitució nucleòfila sobre carboni
La substitució nucleòfila aromàtica SNAr és important en cicles de sis membres π-deficients. Les posicions α i γ respecte al nitrogen del grup azometè estan activades davant de la SNAr a causa dels efectes inductius i mesomèrics del nitrogen. La presència d'una càrrega positiva al nitrogen afavoreix la SNAr. En el cas de N-òxids la velocitat de substitució és considerablement més gran. Les diazines amb grups halògens en posicions α i γ a nitrogen són molt més reactives que la piridina. Per exemple, 2-cloropirimidina és 106 més reactiva que 2-cloropiridina.

#### Substitució radicalària sobre carboni

Reacció de Minisci.

Tant els heterocicles π-deficients com els π-excedents són susceptibles de substitució d'un hidrogen per un mecanisme radicalari. L'addició de radicals nucleòfils en condicions àcides a heterocicles que contenen el grup azometè és la reacció més important d'aquest tipus amb utilitat sintètica. En aquesta reacció, coneguda com a reacció de Minisci, el medi àcid és fonamental per incrementar la reactivitat i la regioselectivitat de la reacció.

Acilació de la fenoltiazina.

La reacció d'acil·lació és especialment rellevant, ja que la reacció equivalent de substitució Friedel-Crafts és impossible en condicions normals. Els mètodes tradicionals de generació de radicals inclouen la utilització de peròxids (t-BuO₂H), peroxodisulfat (S₂O₂-) i peròxid d'hidrogen a DMSO. Els àcids carboxílics són precursors d'acil o alquil radicals mitjançant el mètode de Barton usant peroxodisulfat i AgNO₃ com a catalitzador.

## Síntesi
Els mètodes generals per sintetitzar compostos heterocíclics es poden classificar en cinc tipus. Tres són maneres de formar nous anells heterocíclics a partir de precursors que no contenen anells (precursors acíclics) o un anell menys que el producte desitjat; una és una manera d'obtenir un anell heterocíclic a partir d'un altre anell heterocíclic o d'un anell carbocíclic; i una implica la modificació de substituents en un anell heterocíclic existent.
En la formació d'anells a partir de precursors acíclics, el pas clau és sovint la formació d'un enllaç carboni-heteroàtom ({\displaystyle {\ce {C-Z}}}, en què {\displaystyle {\ce {Z}}} representa un àtom de nitrogen, oxigen, sofre o un element més inusual). El tancament de l'anell, o ciclització, però, pot implicar la formació d'un enllaç carboni-carboni. En qualsevol cas, les reaccions de formació d'anells es divideixen en tres categories generals segons si la reacció de ciclització es produeix principalment com a resultat d'un atac nucleòfil o electròfil o per mitjà d'un estat de transició cíclica.

### Tancament nucleòfil de l'anell

Síntesi de Combes de la quinolina. L'anilina (compost ZH2) reacciona amb una dicetona.

Per preparar compostos heterocíclics no aromàtics, un derivat d'hidrocarbur de cadena oberta que conté dos àtoms d'halògens (clor, brom o iode) ja sigui com a halogenurs d'alquil {\displaystyle {\ce {R-X}}} o com halurs d'acil {\displaystyle {\ce {R-COX}}}, es fa reaccionar amb la forma dihidro de l'heteroàtom ({\displaystyle {\ce {ZH2}}}, o un reactiu equivalent). Les dicetones també poden reaccionar amb compostos {\displaystyle {\ce {ZH2}}} per donar composts heterocíclics. Dicetones amb els grups carbonil separats per dos àtoms de carboni, per exemple, es poden ciclar per formar pirroles aromàtics de cinc membres, furans i tiofens. En el cas de les dicetones els grups carbonil de les quals estan separats per tres carbonis, es poden formar anells de sis membres.
En cadascuna d'aquestes reaccions, l'heteroàtom {\displaystyle {\ce {Z}}} actua com un nucleòfil (un àtom o una molècula que busca un centre carregat positivament). L'heteroàtom ataca l'àtom de carboni carregat positivament produït per la retirada d'electrons a causa de la presència de l'àtom d'halogen (en les dues primeres reaccions anteriors) o de l'àtom d'oxigen (en l'última reacció).
Normalment, aquestes reaccions es produeixen mitjançant intermedis en què només s'ha format un dels dos enllaços {\displaystyle {\ce {C-Z}}}. En reaccions que impliquen halògens com a halogenurs, per exemple, es pot formar primer un compost com {\displaystyle {\ce {HZ-CH2-(CH2)_{n}-CH2Br}}}. Aquest fet es pot aplicar a la síntesi de composts heterocíclics ja que sovint és possible fer aquests compostos intermedis per altres vies; després aquests intermedis ciclen fàcilment per formar l'anell desitjat. Un procediment per a la síntesi de piridina, per exemple, implica una reacció de condensació que empra un intermedi amb l'enllaç carboni-nitrogen ja format.
Els composts heterocíclics que contenen dos àtoms de nitrogen adjacents, dos àtoms d'oxigen o àtoms de nitrogen i oxigen adjacents també es poden preparar a partir de precursors mitjançant l'ús d'hidrazina {\displaystyle {\ce {N2H4}}}, hidroxilamina {\displaystyle {\ce {NH2OH}}} o peròxid d'hidrogen {\displaystyle {\ce {H2O2}}} en lloc del compost {\displaystyle {\ce {ZH2}}}. De la mateixa manera, es poden introduir dos heteroàtoms adjacents utilitzant un dels reactius en les reaccions amb dicetones, comentades anteriorment.
Quan es desitja un compost que conté dos heteroàtoms no adjacents, es poden combinar components adequats, com en la síntesi d'una pirimidina. Les reaccions de síntesi d'anells en què l'heteroàtom actua com a nucleòfil també poden emprar precursors que contenen un anell, donant lloc a compostos de dos anells. Aquestes reaccions impliquen l'ús de benzens orto-dissubstituïts. La formació d'anells de quinolina i quinazolina és un exemple d'aquest tipus de reacció.

### Tancament electròfil de l'anell

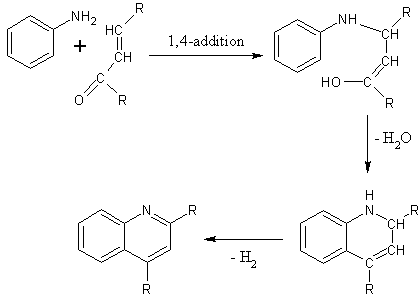
Sintesi d'Skraup

Les reaccions heterocícliques de formació d'anells en què l'heteroàtom actua com a electròfil (un àtom o molècula que busca electrons) són rares, perquè els àtoms de nitrogen, oxigen i sofre són ells mateixos centres rics en electrons que actuen generalment com a nucleòfils. No obstant això, es coneixen reaccions de tancament electròfil d'anells en què es forma un anell heterocíclic per una reacció en què un àtom de carboni del futur anell actua com a electròfil. Normalment, aquestes reaccions impliquen el tancament de l'anell sobre un anell de benzè existent (o un altre sistema aromàtic), un sistema ric en electrons que generalment està subjecte a l'atac de reactius electròfils. Un exemple d'aquest tipus és la síntesi d'Skraup de la formació de quinolina a partir d'anilina i acroleïna (obtinguda per deshidratació del glicerol amb àcid sulfúric). El producte heterocíclic inicial de la reacció és la dihidroquinolina, que s'ha de deshidrogenar amb nitrobenzè per donar el producte totalment aromàtic.

### Tancament de l'anell mitjançant estats de transició cíclica

Cilcoaddició de Diels-Alder.

Un mètode més important per a la síntesi d'anells carbocíclics de sis membres és la reacció de Diels-Alder, anomenada així pels seus descobridors guanyadors del Premi Nobel, els químics alemanys Otto Diels i Kurt Alder. En aquesta reacció un diè, un compost amb dos dobles enllaços, reacciona amb un dienòfil (un reactiu que busca diè), que conté un parell d'àtoms de carboni units per un doble o triple enllaç. El producte és un ciclohexè.

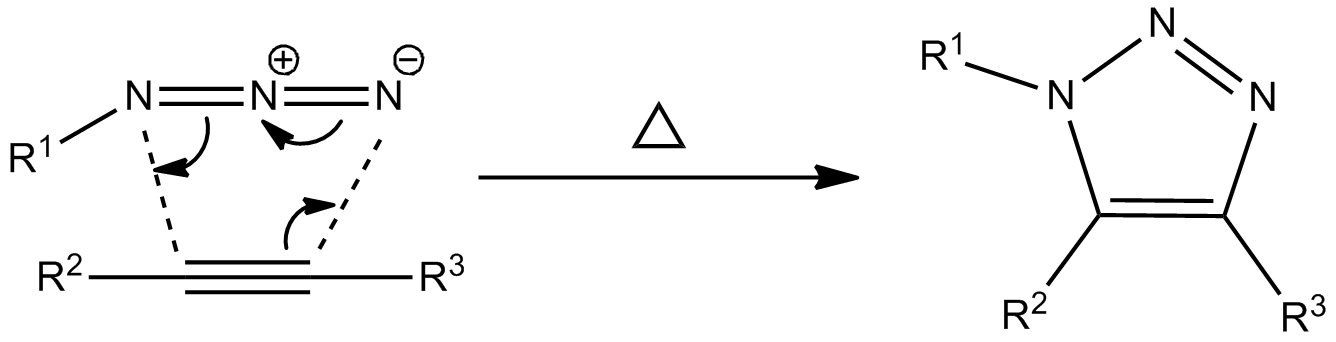
Mecanisme de la cicloaddició de Huisgen.

Els composts heterocíclics també es poden sintetitzar mitjançant la reacció de Diels-Alder, en la qual el dienòfil conté un parell d'heteroàtoms com el nitrogen units per múltiples enllaços. Tanmateix, d'un ús encara més gran, és un mètode relacionat anomenat reacció de cicloaddició dipolar de Huisgen. Aquesta reacció és un mitjà important per preparar molts tipus d'anells de cinc membres, especialment els que contenen diversos heteroàtoms. Per aquest mètode es poden sintetitzar pirazoles, isoxazoles i molts heterocíclics menys comuns.

### Conversió d'un anell heterocíclic en un altre
Encara que hi ha moltes reaccions d'importància teòrica en què un anell heterocíclic es converteix en un altre, poques són d'utilitat pràctica. La preparació de piridina a partir d'alcohol tetrahidrofurfurílic i amoníac i la conversió de sals de pirili en sals de piridini són bons exemples d'aquestes transformacions. A més, la reordenació d'àtoms d'anell es pot produir amb la llum en compostos heteroaromàtics de cinc i sis membres, i la contracció de l'anell per extrusió d'un àtom o d'un grup es pot produir sota determinades condicions.

Reducció amb zinc d'un anell saturat per sintetitzar un anell aromàtic.

### Modificació d'un anell existent
La deshidrogenació d'anells heterocíclics saturats o parcialment saturats a compostos heteroaromàtics termodinàmicament més estables mitjançant escalfament amb sofre o tractament amb un catalitzador de pal·ladi és anàloga a reaccions similars que impliquen compostos carbocíclics. Tanmateix, la hidrogenació d'anells heteroaromàtics és generalment més difícil, ja que els heteroàtoms tendeixen a enverinar el catalitzador.

## Aplicacions

### Fàrmacs

Fórmula general de les penicil·lines. En vermell l'anell d'azetidinona.

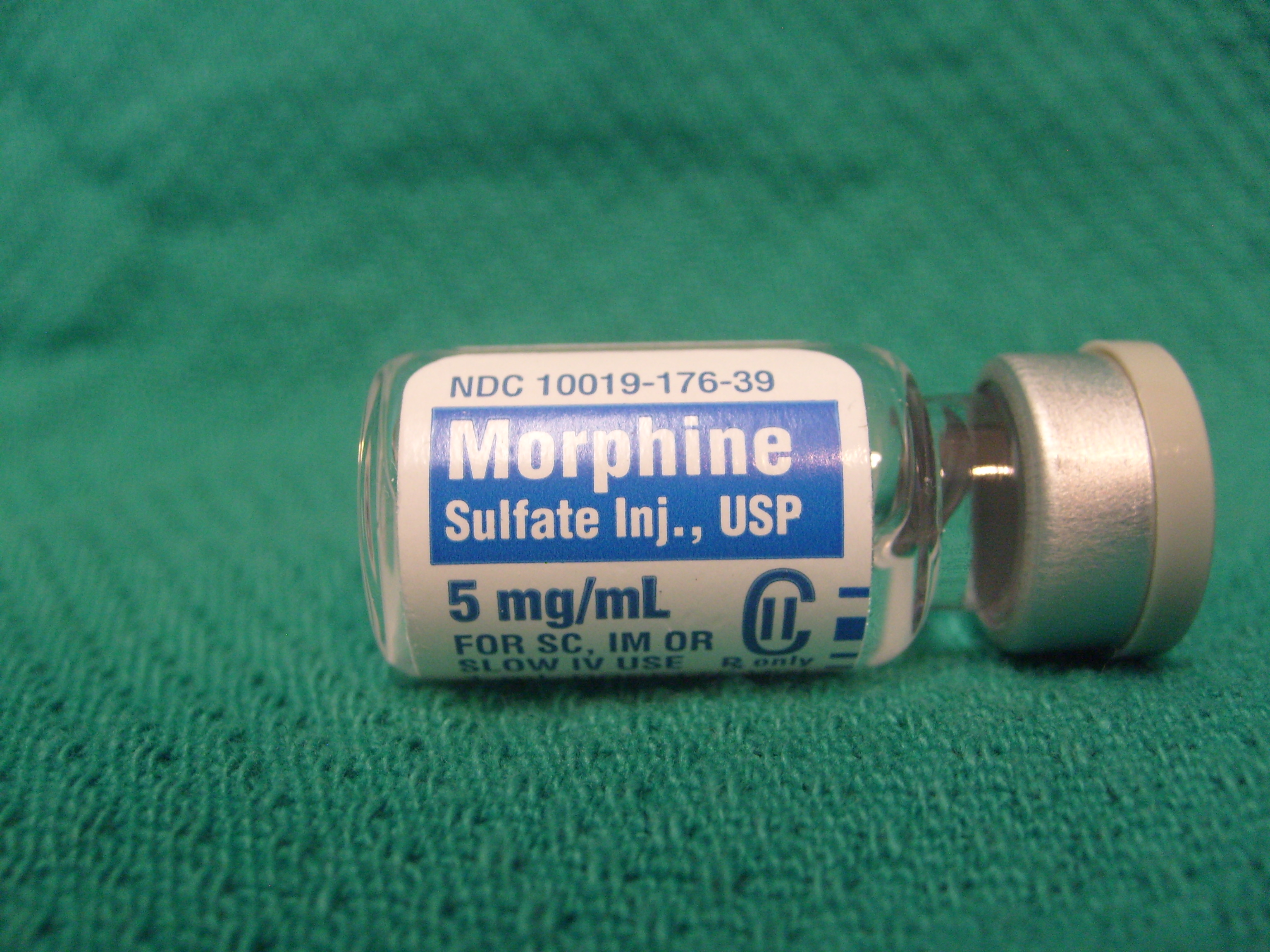
Morfina injectable.

Els composts heterocíclics representen gairebé el 90 % dels productes farmacèutics actius. La majoria d'aquests fàrmacs heterocíclics contenen estructures d'anells petites que van de 3 a 6 membres. En quan als anells de tres membres destaquen els derivats d'aziridina que s'utilitzen per al tractament del càncer i en investigació com a sondes d'afinitat (substàncies químiques marcades que reaccionen selectivament amb molècules biològiques d'interès) per a estudis de detecció i assaig. La família d'antibiòtics antitumorals de la mitomicina és la classe més coneguda de productes naturals que contenen l'anell d'aziridina. Els composts heterocíclics més importants amb anells de quatre membres són dues sèries relacionades d'antibiòtics β-lactàmics, les penicil·lines i les cefalosporines. Ambdues sèries contenen l'anell d'azetidinona o anell β-lactàmic, que dona el seu nom a aquest grup d'antibiòtics. Nombrosos oxetans, els anàlegs sintètics del producte natural antiviral oxetanocina, estan sota investigació com a agents antifúngics, antiinflamatoris, anticancerosos i antivirals.

Pel que fa a composts amb anells de sis membres, les piridines farmacèuticament importants inclouen la tuberculostat isoniazida (hidrazida de l'àcid isonicotínic), el fàrmac anti-SIDA nevirapina, el vasodilatador nicorandil, utilitzat per tractar l'angina de pit, la fenazopiridina analgèsic del tracte urinari i l'antiinflamatori sulfa. La morfina, la codeïna i la tebaïna, que contenen anells d'isoquinolina parcialment reduïts, són alcaloides de la rosella i s'han utilitzat durant molts segles com a hipnòtics i analgèsics. El derivat semisintètic de la morfina, l'heroïna, és un somnífer encara més potent i una droga altament addictiva. Derivats de les benzopiridines i les dibenzopiridines s'empren com a antisèptics, com el colorant de quitrà d'hulla acriflavina, agents antimalàrics com la mepacrina (quinacrina) i la cloroquina, agents antibacterians com la ciprofloxacina i els tripanocides (fàrmacs que destrueixen els tripanosomes, per a la malaltia de Chagas, la malaltia del son i altres malalties infeccioses greus).

Mitomicina A
Cefalosporina.
Nicorandil.
Fenitoïna.
Clorpromazina.
Diazepam.

Entre els composts de pirazole hi ha l'analgèsic i antipirètic aminopirina i l'antiinflamatori fenilbutazona, utilitzat en el tractament de l'artritis. Els derivats de la hidantoïna, en particular la fenitoïna, són antiepilèptics importants. Els fàrmacs sintètics que pertanyen a la família dels tiazoles inclouen els agents antimicrobians sulfatiazole i acinitrazole, l'antidepressiu pramipexol i l'antiasmàtic cinalukast. El tiabendazole, un derivat del benzotiazole es fa servir com a antihelmíntic. Els barbitúrics sintètics com l'amobarbital (amilobarbitona) són fàrmacs molt utilitzats. L'anell de morfolina està present en el sedant-hipnòtic trimetozina. La fenotiazina s'ha utilitzat com a agent vermífug per al bestiar. Els fàrmacs del tipus fenotiazina inclouen els neurolèptics clorpromazina i tioridazina, l'antihistamínic d'acció prolongada prometazina i etopropazina, utilitzats en el tractament del parkinsonisme.
Els compostos heterocíclics de mida mitjana (7-9 membres) estan guanyant un ràpid reconeixement com a composts heterocíclics importants de rellevància biològica en el disseny de fàrmacs durant les últimes dècades. En particular, els sistemes d'anells com l'oxepina, l'oxocina, l'azepina, l'azocina, la diazepina, la dioxepina, l'oxazepina, la tiazepina i els seus anàlegs benzo-fusionats es troben en compostos associats amb una àmplia gamma d'activitats fisiològiques. Es registra que més de 2 000 estructures oxepines i més de 350 estructures azepines estan associades amb activitats farmacològiques. Potser el més conegut sigui l'ansiolític diazepam. De la mateixa manera, els sistemes d'anells de mida mitjana que contenen més de dos heteroàtoms d'un o més tipus també han aparegut com a compostos d'importància farmacològica considerable.

### Colorants

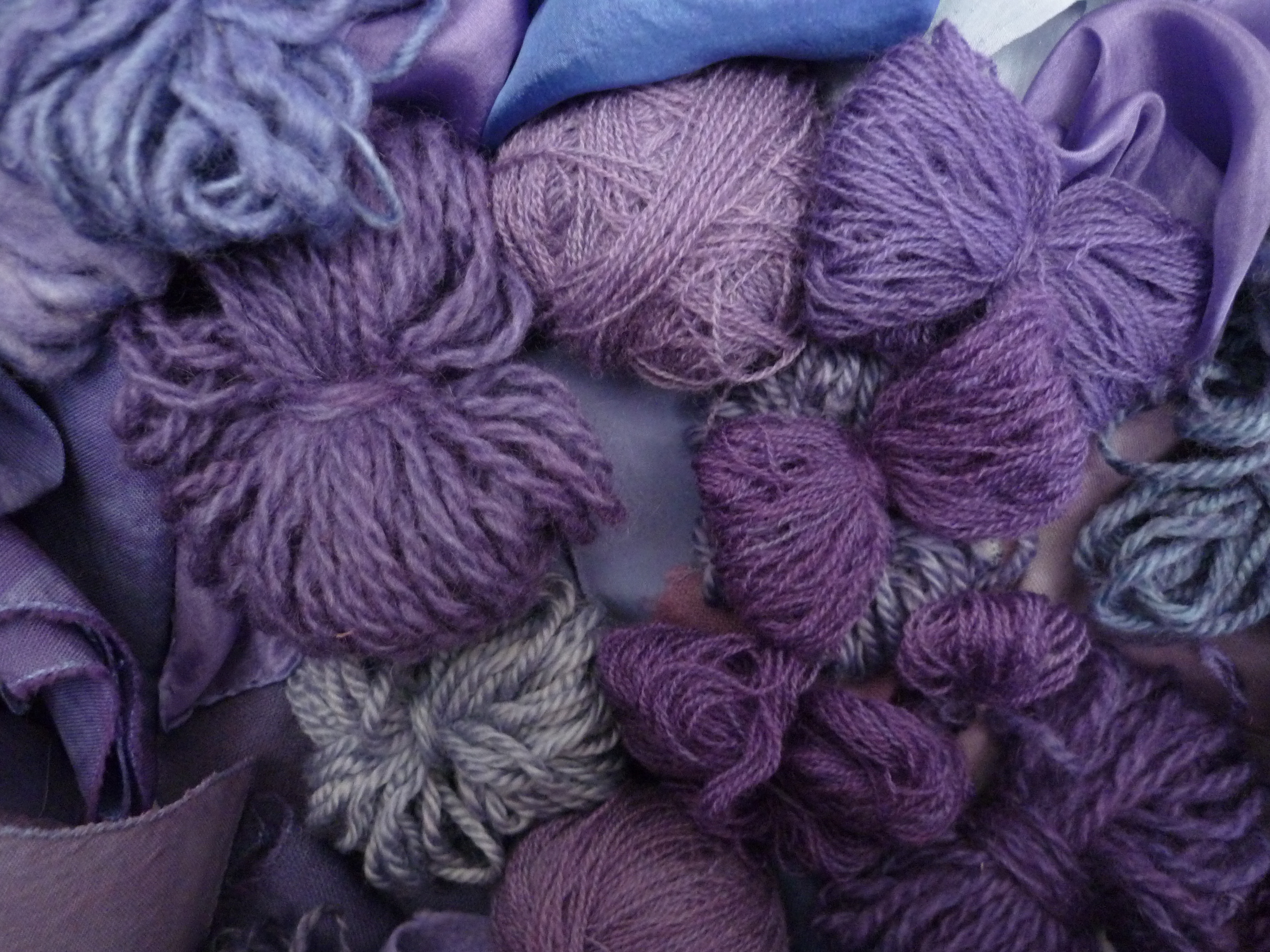
Llana tenyida amb porpra de Tir.

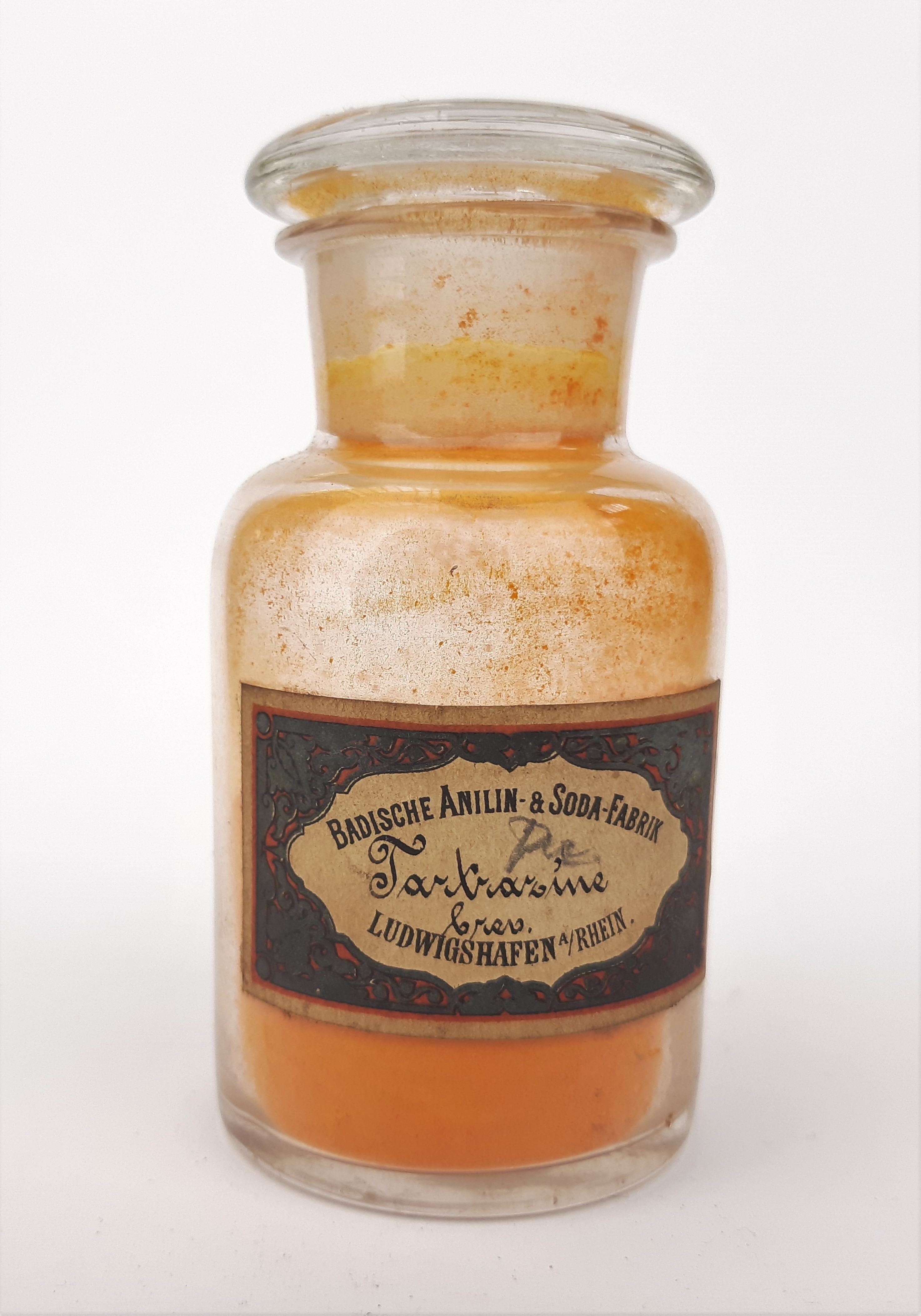
Tartrazina, el colorant alimentari groc E-102, molt emprat a les paelles.

Els composts heterocíclics s'utilitzen com a colorants alimentaris naturals i sintètics; constitueixen una gran part dels colorants utilitzats per a la impressió d'injecció de tinta, la fotografia i la xerografia; i estan ben representats entre els colorants cel·lulòsics i tèxtils comercialment significatius. Entre els productes a menor escala, els anomenats colorants funcionals són prometedors en noves tecnologies, com ara la divisió directa de l'aigua amb llum visible, i són importants en aplicacions optoelectròniques, com la tecnologia de cèl·lules fotovoltaiques i l'emmagatzematge òptic digital, així com com en aplicacions biomèdiques, com ara la teràpia fotodinàmica (PTD) i la imatgeria per transferència fotoinduïda d'electrons (PET). Els colorants heterocíclics encara s'utilitzen en els protocols histoquímics tradicionals, però també són components clau en sondes fluorescents més avançades.

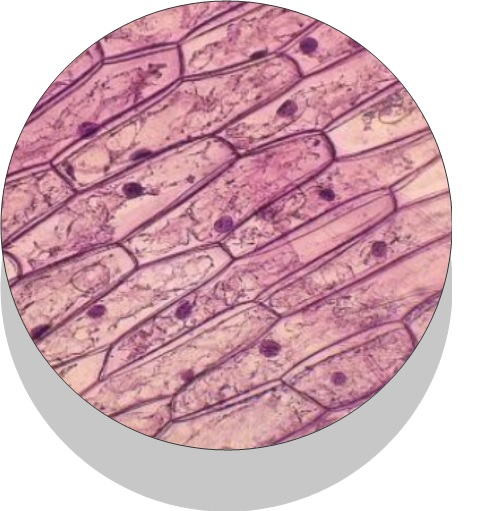
Cèl·lules vegetals tenyides amb blau de metilè.

Dels colorants amb anells de cinc membres destaquen les ftalocianines són un grup de pigments sintètics que contenen quatre unitats d'isoindole unides entre si en un gran anell. Un membre típic de la família és el blau de ftalocianina. Nombrosos compostos produïts en plantes o animals contenen una o més unitats d'indole en la seva estructura molecular. L'important colorant indi, que conté dues unitats d'indole, s'utilitza des de fa milers d'anys i antigament s'obtenia de les plantes, però ara es sintetitza a gran escala. La porpra de Tír, molt relacionada, un colorant obtingut a partir d'espècies de cargols i usada a l'època clàssica, és el 6,6′-dibromoindi. Els derivats sintètics importants de les benzopiridines i les dibenzopiridines, anells de sis membres, inclouen colorants de cianina, utilitzats com a sensibilitzants en emulsions fotogràfiques d'halogenur d'argent, i colorants de quinoftalona, aplicats en plàstics, tèxtils de polímers, paper, cosmètics, processos d'impressió per transferència, fotografia electrònica i tints làser. Altres són agents de tinció de bacteris útils per a la microscòpia. Derivats del pirazole (anell de cinc membres ambdós nitrogens) s'empra la tartrazina (el colorant alimentari groc E-102) i una sèrie de colorants utilitzats com a agents sensibilitzants en la fotografia en color. De tiazole hi ha la rodanina, el colorant vermell de rodanina que se'n deriva i el colorant groc primulina. Els colorants de fenazina s'utilitzen per a teixits (per exemple, indantrons i tints d'antraquinona) i per a tintes i tòners d'impressora (nigrosines). El primer colorant sintètic de fenazina, malva (porpra anilina), és històricament important. Molts compostos policíclics que contenen un anell de fenoxazina s'utilitzen per a tenyir mostres biològiques, com a colorants de teixits i com a materials emissors de llum en làsers de colorants (per exemple, violeta de cresil i blau nil). Un gran grup de colorants tenen l'estructura de la fenotiazina, inclòs el blau de metilè, una substància àmpliament utilitzada com a taca biològica i un indicador d'oxidació-reducció.

Indi.
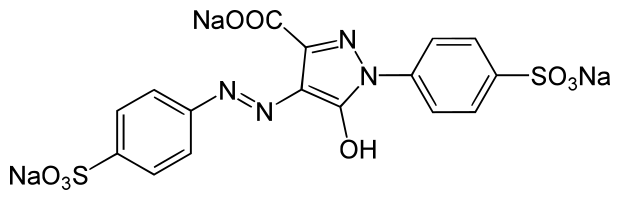
Tartrazina.
Primulina.
Blau de metilè.

### Pesticides
Entre els pesticides amb anells de quatre membres hi ha les oxetanones, l'estructura d'anell és anàloga a la de les azetidinones, excepte que l'heteroàtom és l'oxigen, s'apliquen àmpliament en la fabricació de polímers i en agricultura com a herbicides, fungicides i bactericides. Els tietans s'utilitzen en la producció de polímers, com a bactericides i fungicides en pintura i com a inhibidors de la corrosió del ferro. De sis membres destaquen el diquat, el paraquat, el clopiralid i el diflufenican són derivats de la piridina que s'utilitzen com a herbicides. Un isoxazole (anells de cinc membres amb N i O) sintètic, l'himexazole, ha trobat un ús pràctic com a fungicida de sòls i llavors. Derivats del benzotiazole, com la benazolina i el mefenacetcom, s'empren com a herbicides i com a fungicides. La tetrahidro-1,4-oxazina s'empra com a fungicida. L'anell de morfolina està present en alguns fungicides com el tridemorf i el fenpropimorf. La fenotiazina s'ha utilitzat com a insecticida.

La innovació dels pesticides verds és una direcció important i principal de la química agrícola moderna. Com a part important per a la innovació de pesticides verds, els compostos heterocíclics mostren un paper important en el desenvolupament de pesticides a causa de la bona selectivitat, alta activitat, baixa dosi, baixa toxicitat i especificitat en les propietats bioquímiques i fisiològiques. En les darreres dècades, es llançaren més de 50 pesticides verds nous que contenen subestructures heterocícliques (com ara fluazifop, flupoxan, fluazinam, fluopiram, fluopicolide, flumetrina, etc.) i han sorgit molts compostos o candidats principals. Se suposa que la posició important de les molècules heterocícliques al mercat dels pesticides es mantindrà en les dècades següents.

Bromur de diquat.
Himexazole.
Fluazifop.
Fluazinam.
Fluopicolide.

### Intermediaris de síntesi

Síntesi industrial del 2-aminoetanol.

Del grup de composts heterocíclics de tres membres són importants productes químics industrials l'oxirà o òxid d'etilè i l'aziridina. L'oxirà es prepara a gran escala per la reacció directa de l'etilè amb l'oxigen. La reacció química que és la més característica d'aquests anells és la susceptibilitat a l'atac dels reactius nucleòfils per obrir l'anell i que s'empra per a sintetitzar industrialment importants composts. També, les molècules d'oxirà i aziridina poden reaccionar entre sí i polimeritzar-se. Els polièters que s'obtenen són plàstics útils. A excepció dels sistemes de diaziridina, que s'utilitzen en la fabricació de pel·lícules de plàstic i plàstics escumants, com a propulsors i estabilitzadors de combustible, i en la síntesi de fàrmacs anticancerosos i psicofàrmacs.

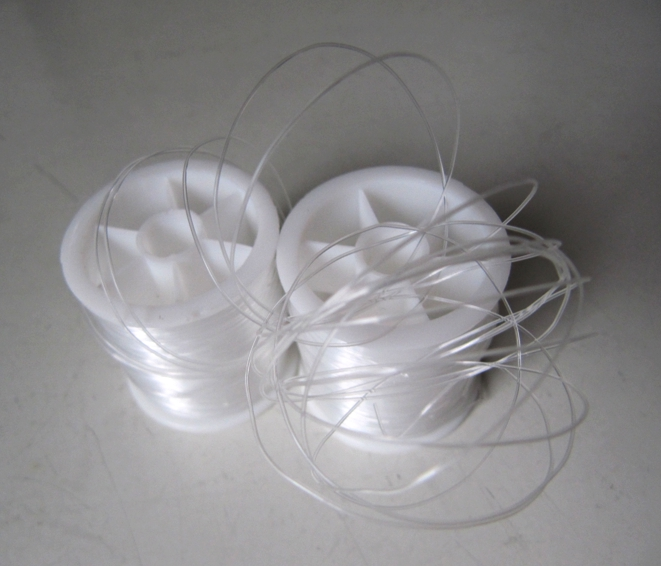
Fil de niló.

El furan (anell de cinc membres) es converteix industrialment per hidrogenació en tetrahidrofuran. El tetrahidrofuran s'utilitza com a dissolvent i per a la producció d'àcid adípic i hexametilendiamina, les matèries primeres del niló-6,6. Altres derivats del furan d'importància industrial són l'anhídrid maleic i l'anhídrid ftàlic, que són constituents de resines i plàstics. La deshidratació de certs glúcids produeix derivats del furan. De gran importància comercial és la conversió d'un glúcid en panotxes de blat de moro, closques de civada i altres residus agrícoles en furfural, que s'utilitza àmpliament com a dissolvent, en la fabricació de plàstics i en la preparació d'altres derivats del furan. Molts altres derivats del furan es produeixen de manera natural, inclosa la vitamina C.

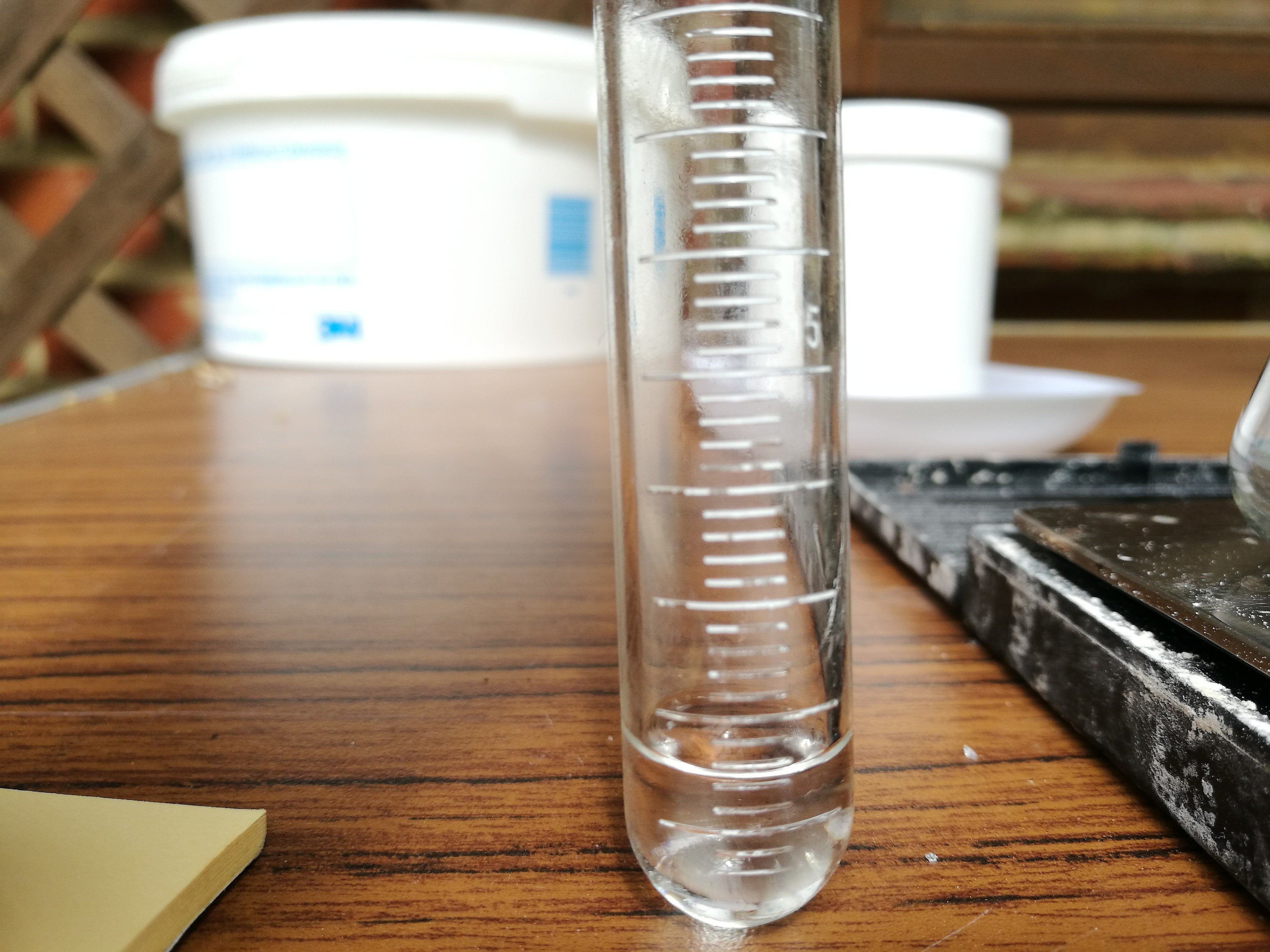
Mostra d'òxid d'etilè o oxirà.

Síntesis industrial de l'oxirà.

La piridina (anell de sis membres), que abans s'extreia comercialment del quitrà d'hulla, però que ara es prepara catalíticament a partir d'alcohol tetrahidrofurfurílic i amoníac, és un dissolvent i un intermedi important utilitzat en la síntesi d'altres compostos. Les vinilpiridines són monòmers importants per als plàstics, i la piridina totalment saturada, la piperidina, s'utilitza en el processament del cautxú i com a matèria primera química. La quinolina es pot utilitzar per fabricar àcid nicotínic i altres compostos com ara fàrmacs i colorants. La producció de quinolina sintètica supera amb escreix la del quitrà d'hulla. El 2-mercaptobenzotiazole, un derivat del benzotiazole, s'utilitza per accelerar la vulcanització del cautxú. La tetrahidro-1,4-oxazina, comunament anomenada morfolina, es produeix a gran escala per utilitzar-la com a dissolvent i inhibidor de la corrosió.